# Sumner (Maine)
Sumner es un pueblo ubicado en el condado de Oxford en el estado estadounidense de Maine. En el Censo de 2010 tenía una población de 939 habitantes y una densidad poblacional de 8,08 personas por km².

## Geografía
Sumner se encuentra ubicado en las coordenadas 44°23′9″N 70°26′59″O / 44.38583, -70.44972. Según la Oficina del Censo de los Estados Unidos, Sumner tiene una superficie total de 116.21 km², de la cual 114.66 km² corresponden a tierra firme y (1.33%) 1.55 km² es agua.

## Demografía
Según el censo de 2010, había 939 personas residiendo en Sumner. La densidad de población era de 8,08 hab./km². De los 939 habitantes, Sumner estaba compuesto por el 97.44% blancos, el 0.43% eran afroamericanos, el 0.53% eran amerindios, el 0.32% eran asiáticos, el 0% eran isleños del Pacífico, el 0.53% eran de otras razas y el 0.75% pertenecían a dos o más razas. Del total de la población el 2.02% eran hispanos o latinos de cualquier raza.